# Timvis mätning av el
Regeringen har beslutat om att elanvändare ska erbjudas timvis mätning av el. Reformen trädde i kraft den 1 oktober 2012. 